# しこしこ
| ウィキペディアには「しこしこ」という見出しの百科事典記事はありません（タイトルに「しこしこ」を含むページの一覧/「しこしこ」で始まるページの一覧）。 代わりにウィクショナリーのページ「しこしこ」が役に立つかもしれません。 |